# Desulo
Desulo (sardinsky: Dèsulu) je italská obec (comune) v provincii Nuoro v regionu Sardinie. Nachází se ve výšce 888 metrů nad mořem a má přibližně 2 100 obyvatel. Rozloha obce je 74,50 km².